# Ptolemaia
Ptolemaia és un gènere extint de mamífers ptolemàides (o, segons altres classificacions, pantolests) de la família dels ptolemàids que visqueren al nord d'Àfrica durant l'Oligocè inferior, fa entre 28,1 i 33,9 milions d'anys. Se n'han trobat restes fòssils al jaciment fossilífer del Faium (Egipte). Eren mamífers de mida mitjana. Les dents premolars posteriors eren més grosses que les anteriors, al contrari del que passava amb les dents molars. L'espècie P. lyonsi era un xic més petita que P. grangeri. El nom genèric Ptolemaia fou elegit en honor de la dinastia ptolemaica, que havia regnat a Egipte durant el seu període hel·lenístic.